# William Legge (6e comte de Dartmouth)
Pour les articles homonymes, voir William Legge.
William Heneage Legge, 6e comte de Dartmouth, (6 mai 1851 - 11 mars 1936), titré vicomte Lewisham entre 1853 et 1891, est un pair britannique et un homme politique conservateur. Il est vice-chambellan de la maison entre 1885 et 1886 et de nouveau entre 1886 et 1891.

## Jeunesse et éducation
Né à Westminster, à Londres, il est le fils aîné de William Legge (5e comte de Dartmouth), et d'Augusta, fille de Heneage Finch (5e comte d'Aylesford). Henry Legge est son frère cadet. Il fait ses études au Collège d'Eton et à Christ Church, Oxford. Le 7 mai 1868, il reçoit un brevet d'enseigne dans le 27th Staffordshire Rifle Volunteer Corps et est promu de lieutenant à capitaine le 19 août 1874 puis plus tard major dans le 1er bataillon de volontaires du South Staffordshire Regiment. Il démissionne de sa commission le 20 décembre 1884.
Il joue le cricket de première classe pour le club de cricket de Marylebone en 1877, et est un joueur de cricket de comté pour le Shropshire entre 1869 et 1871, et pour le Staffordshire.

## Carrière politique
Il est élu au Parlement en 1878 en tant que député de West Kent, un siège qu'il occupe jusqu'à ce que la circonscription soit divisée en 1885, puis est élu dans la nouvelle circonscription de Lewisham. La même année, il est admis au Conseil privé et nommé vice-chambellan de la maison dans la première administration de Lord Salisbury. Les conservateurs quittent le pouvoir en janvier 1886, mais reprennent leurs fonctions sous Salisbury dès juillet de la même année, et Dartmouth est de nouveau nommé vice-chambellan de la maison, poste qu'il conserve jusqu'en 1891. Il quitte les Communes en août 1891 pour succéder à son père.
En octobre de la même année, il est également nommé Lord Lieutenant du Staffordshire (succédant à son père) le restant jusqu'en 1927. Il est également échevin du Conseil du comté de Staffordshire et juge de paix pour le Staffordshire et le Shropshire. En juillet 1901, il est nommé membre supplémentaire de la Commission royale sur les manuscrits historiques.
Lord Dartmouth est colonel honoraire du 5e bataillon de volontaires du South Staffordshire Regiment de 1891 et du 46e North Midland Divisional Train du Royal Army Service Corps de 1908 à 1928, une période comprenant la Première Guerre mondiale pour laquelle il est nommé chevalier de l'Ordre du Bain en 1917. À sa retraite, il est nommé GCVO en 1928. Il est aussi Grand maître provincial de la province maçonnique du Staffordshire en 1919.

## Famille
Lord Dartmouth épouse Mary, quatrième fille du Thomas Coke (2e comte de Leicester), le 18 décembre 1879. Ils ont cinq enfants: 
- William Legge (7e comte de Dartmouth) (1881–1958).
- Gerald Legge (1882-1915), tué lors du débarquement à Suvla Bay le 9 août 1915 alors qu'il sert avec le 7th Bn. South Staffordshire Regiment. Il est commémoré sur le mémorial de Helles[7]. Il est un ornithologue bien connu[8].
- Dorothy Legge (1883-1974), juge de paix du Staffordshire, épouse le colonel Francis Meynell (petit-fils de Charles Wood (1er vicomte Halifax)).
- Humphry Legge (1888-1962), plus tard 8e comte de Dartmouth.
- Joan Margaret Legge (1885-1939), juge de paix du Staffordshire, est décédée célibataire.

La comtesse de Dartmouth, devenue CBE en 1920, meurt en décembre 1929. Lord Dartmouth lui survit sept ans et est décédé à Patshull Hall, Staffordshire, en mars 1936, à l'âge de 84 ans. Son fils aîné, William lui succède.